# Нагаон (округ)

Округа Ассама (11 — Нагаон)

Нагаон (англ. Nagaon) — округ в индийском штате Ассам. Образован в 1833 году. Административный центр — город Нагаон. Площадь округа — 3831 км². По данным всеиндийской переписи 2001 года население округа составляло 2 314 629 человек. Уровень грамотности взрослого населения составлял 61,7 %, что немного выше среднеиндийского уровня (59,5 %). Доля городского населения составляла 12 %.